# Илиана Иванова
Илиана Найденова Иванова е български икономист, политик (комисар, депутат). От януари 2025, Иванова е член на Европейската сметна палата. Преди това Иванова заема поста на еврокомисар по иновациите, научните изследвания, културата, образованието и младежта от 2023 до 2024г.

## Биография
Илиана Иванова е родена в Стара Загора. Завършва ГПЧЕ „Ромен Ролан“ в родния си град, където учи френски и английски език. През 1998 г. се дипломира с бакалавърска степен по международни икономически отношения от Икономическия университет във Варна. Защитава магистърска теза по международни финанси в Училището по глобален мениджмент Тъндърбърд (Thunderbird School of Global Management) от Университета на щата Аризона в гр. Финикс, САЩ през 2004 г. Владее английски, френски, немски и руски език.
Придобива разнообразен опит по време на работа си в северноамерикански финансови и банкови институции. Преди това работи като координатор по международни финансови институции в Министерството на земеделието и храните на Република България.
Илиана Иванова е евродепутат в Европейския парламент от 2009 г. до 2012 г. По време на нейния мандат в Европейския парламент тя е заместник-председател на комисията по бюджетен контрол, заместник-председател на специалната комисия по икономическа, финансова и социална криза, заместник-председател на делегацията на Европейския парламент за връзки с Китай, член на комисията по вътрешен пазар и защита на потребителите, заместник-член на Комисията за икономически и парични въпроси.
От 1 януари 2013 г. е член на Европейската сметна палата. Член е на Одитен състав II: „Инвестиции за сближаване, растеж и приобщаване“, докладчик  по 27 одитни задачи, включително по теми като регионално развитие и сближаване, Инициативата за младежка заетост, схемата „Гаранция за младежта“, Програмата на ЕС в областта на цифровите технологии, цифровите умения и образованието, както и инструментите на ЕС в отговор на кризата с COVID — SURE, REACT-EU. Иванова е също така избирана за ръководител на Одитен състав II на ЕСП в продължение на три мандата (2016—2022 г.) с отговорност за цялостната координация на одитните задачи в областта на регионалната и социалната политика и политиката на сближаване. През 2022г. е назначена за председател Комитета за контрол на качеството на одита, където отговаря за цялостния контрол на качеството на одитите, разглеждащи Механизма за възстановяване и устойчивост.
През юни 2023 г. българското правителство номинира Илиана Иванова за наследник на Мария Габриел като еврокомисар от България,. На 28 юни 2023 г. председателката на Европейската комисия Урсула фон дер Лайен предлага на Европейския парламент и на Съвета на ЕС да назначат Иванова на поста комисар по иновациите, научните изследвания, културата, образованието и младежта. На 19 септември 2023, Илиана Иванова е назначена за член на Европейската комисия до приключване на манадата на Комисията "фон дер Лайен".
След приключване на мандата й като еврокомисар, Иванова е начначена за член на Европейската сметна палата за шест-годишен мандат. Член е на Одитен състав I: Устойчиво използване на природните ресурси.